# 真・十勇士
真・十勇士は、2011年4月にSANKYOのグループ会社ジェイビーから発売された、パチンコとパチスロの面白さを融合させたパチンコ機のシリーズ名。
CR真・十勇士 MSJとCR真・十勇士 RSJとCR真・十勇士 SSJの3機種がある。

## 概要
液晶とドラムを搭載しているデジパチ。パチスロ機を彷彿とさせるドラムと、液晶演出が本機最大の特徴である。80%で継続するバトル中は右打ちで消化する爽快感のある仕様となっている。
7R確変と潜伏確変を搭載しており、バトルに敗北するまで確変は継続するゲーム性となっている。初回大当たりラウンドのバトルで勝利すれば確変突入で、敗北すれば通常大当たりとなる。
通常時にチェリー･スイカのいずれか出現で小当たりor潜伏確変当選時に移行する専用モード「修練の刻」に突入する。
潜伏確変中に再度、潜伏確変で当たっても電サポは働かない「潜確継続タイプ」となっている。
液晶演出に出現する小物や服の色で成立小役を示唆。成立した小役によって、大当たり期待度や潜伏確変当選期待度が変化する。
小役は、リプレイ→ベル→スイカ→チェリーの順に期待度が高くなり、中段チェリーが出現すれば潜伏確変当選のチャンスとなる。
リールの出目にはチャンス目や、リーチ目となるゲチェナ、チェリー+リーチなど様々なパターンが出現することがある。
大当たり図柄は7図柄と真・十勇士図柄の2種類あるが、確変期待度は異なる。真・十勇士図柄揃いの大当たりの方が確変期待度は高くなる。

## スペック
- CR真・十勇士 MSJ[1]
  - 賞球数 3&3&10&15
  - 大当たり最高継続 7R（10カウント）
  - 大当たり確率 1/327.7
  - 確変中大当たり確率　1/32.77
  - 確変突入率　80%
  - 確変期間　次回大当たりまで
  - 時短システム　通常大当たり終了後　10〜100回転
- CR真・十勇士 RSJ
  - 賞球数 3&3&10&11
  - 大当たり最高継続 7R（10カウント）
  - 大当たり確率 1/234.1
  - 確変中大当たり確率　1/23.41
  - 確変突入率　80%
  - 確変期間　次回大当たりまで
  - 時短システム　通常大当たり終了後　10〜100回転
- CR真・十勇士 SSJ
  - 賞球数 5&3&10&6
  - 大当たり最高継続 7R（10カウント）
  - 大当たり確率 1/129.8
  - 確変中大当たり確率　1/14.99
  - 確変突入率　80%
  - 確変期間　次回大当たりまで
  - 時短システム　通常大当たり終了後　11〜40回転

## 図柄
- 大当たり図柄
  - 7
  - 真・十勇士
- ドラム図柄
  - 7
  - 真・十勇士
  - リプレイ
  - ベル
  - スイカ
  - チェリー
  - 勝負

## 演出
予告アクション
- 手裏剣予告

佐助に投げられた手裏剣の色で小役を告知、大きさで期待度を示唆する。
- 下忍予告

現れる敵忍者を倒す予告。忍者の色で小役を告知し、忍者の数で期待度を示唆する。
- 巻物予告

隠れ蓑に隠れた敵忍者を倒し、巻物を入手する予告で、巻物の色で小役を告知する。全般的に期待度は低めである。
- 地蔵予告

出現する地蔵の前掛けの色で小役を告知する。
- 分身ステップアップ予告

佐助が分身していく。最大でステップ3まで発展することがあり、佐助が大量分身するステップ3まで発展すれば熱い。
- つぶやき予告

キャラクターが出現してセリフが表示される。様々な内容が表示され、文字が赤ければチャンスアップとなる。
- 矢文予告

矢文が飛んできて、中に書かれている敵に対応したリーチを示唆する予告。影助ならチャンスとなる。
- 臣下予告

半蔵の臣下がカットインする予告。出現した臣下のリーチへと発展する。4人全員のパターンが出現したら、激熱の「VS全員リーチ」へ発展する。
- 保留変化予告

保留が変化する先読み予告。赤なら信頼度アップとなり、金なら超激熱となる。
- 千里眼予告

佐助の目の色で、保留内にある子役を告知する先読み演出。白は全役、青はリプレイ、黄はベル、緑はスイカ、赤はチェリー、虹なら超激熱となっている。
- 偵察予告

敵のスパイが帰還すればチャンス到来となる。百地三太夫･藤林長門守･服部正就･影助の4パターンある。
- ハナ見回り予告

ハナが持ち帰ってきた花の色でリールに出現する子役を示唆する前兆予告。
- ストーリー擬似連

ストーリーが進むほど期待度がアップする擬似連予告。真･十勇士ロゴが発生する4連続まで発展すれば信頼度が大幅にアップする。
- 真･擬似連

「真」完成で擬似連が継続する。十勇士が結集すれば激熱となる。
- リーチ後予告

リーチ時に文字が赤のパターンや、佐助が分身するパターン、半蔵が指令を出すパターンなどが発生することがある。これらの演出が発生すれば信頼度が大幅にアップする。

リーチアクション
変動開始後にリール上でリーチがかかるか、チャンス目が停止するとリーチアクションに発展する。
- ザコ系リーチ

ハナが敵キャラと戦うリーチアクション。水忍のしもべ「河童」と対決する「VS河童」、服部軍上忍と対決する「VS上忍」、半蔵の腰巾着「どぶねずみ」と対決する「VSどぶねずみ」の3パターン存在する。
信頼度は低めで、強予告との複合でなければ期待できないが、佐助が攻撃するパターンが発生した場合は大当たり濃厚となる。
- 刺客系リーチ

佐助が敵忍者と戦うリーチアクション。敵キャラは3人おり、「VS百地三太夫」･「VS藤林長門守」･「VS服部正就」の3パターンの期待度はいずれも変わらない。
攻撃回数は最大3回で、攻撃回数が続くほど期待度がアップする。敵の助っ人が乱入するパターンが発生した場合もチャンスアップとなる。
佐助の攻撃方法が「春一番」「風見鳥」なら大チャンスとなり、「猿回し」なら大当たり濃厚となる。
刺客系リーチは信頼度も高く、大当たりの大半を占める。
敵キャラ全員が登場する「VS全員」に発展した場合は激熱で、大当たり確定のプレミアムリーチを除けば本機最強のリーチアクションとなっている。
- 回胴分身リーチ

チャンス目が停止した場合に発展する可能性があるリーチアクション。文字色にチャンスアップパターンがあり、赤文字なら信頼度アップとなる。指定通りに7が止まれば大当たりとなる。
- ドラム全回転リーチ

液晶画面が暗転し、リールだけが光る大当たり確定のリーチアクション。
- 真田幸村ナビプレミアム

幸村のナビが発生し、液晶の図柄を揃えるプレミアムリーチ。発生時は真・十勇士図柄揃いが確定となる。

修練の刻
潜伏確変or小当たり当選で突入する、20回転固定のチャンスモード。演出上では、リールにチェリーorスイカが揃うと突入する。

修練の刻滞在中は専用の演出が発生し、石像色、石像破壊などの予告アクションや、影助リーチ、半蔵門リーチといった専用リーチが発生する。

修練の刻を抜けた後に、3種類ある特殊モードに移行することがある。

- ハナ修行モード

10回転は必ず滞在し、その後は一定の確率で通常モードへ移行。確変期待度は最も低い。花咲き予告という専用演出がある。
- なほモード

10回転は必ず滞在し、その後は一定の確率で通常モードへ移行。潜伏確変の期待度が高いチャンスゾーンとなっている。月の色で小役を告知する月予告がある。
- 半蔵修行モード

半蔵修行モードに移行した場合は、確変潜伏が確定となる。

超忍術バトルモード
大当たりラウンド中のバトル演出に勝つと突入する確変中のモード。超忍術バトルモード滞在中は勝負図柄が揃えば即大当たりとなる。勝負図柄が揃う際に、液晶演出（蹴り合い、佐助分身など）で確変期待度が変化する。宇宙が表示されたら確変継続濃厚となる。

大当たりラウンド中の超忍術バトルでは、猿飛佐助と服部半蔵のバトルが繰り広げられる。バトルで猿飛佐助が敗北しなければ確変継続が確定する。

バトル中は最初に攻撃者を決定する。佐助の攻撃の場合は継続濃厚となる。半蔵の攻撃の場合は、繰り出す技で期待度が変化する。半蔵の技は弱中強の3パターン存在する。弱攻撃が「剛雷光」、中攻撃が「雷蜘蛛」、強攻撃が「覇王のこぶし」である。

半蔵の技をかわすことができれば継続濃厚となる。攻撃を喰らってしまった場合は、佐助を救う復活演出が始まる。佐助が復活できれば継続濃厚となり、敗北した場合は時短or確変の「月光モード」へ移行する。

超忍術バトルモード連チャン回数など特定条件をクリアするとエンディング演出を見ることができる。

月光モード
通常大当たり後に突入する時短モード。超忍術バトル敗北時にも突入する。時短回数は10通りのパターンが存在し、通常大当たり時の振り分けで継続回数は異なる。
CR真・十勇士 MSJの場合、10回･15回･20回･25回･30回･35回･40回･50回･77回･100回の10通りである。

液晶周りの赤稲妻の大きさによって残り電サポ回数を示唆する。潜伏確変に当選している場合にも移行するので、内部的に確変の可能性もある。